# Mikako Ichikawa
Mikako Ichikawa (市川 実日子 Ichikawa Mikako?,  Tokio, Japón, 13 de junio de 1978) es una actriz y modelo japonesa, actualmente afiliada a Suurkiitos. Trabajó como modelo para la revista de moda japonesa Olive. Ha aparecido en películas como Blue, Cutie Honey, Kiraware Matsuko no Isshô y Shin Godzilla. Por su papel en Blue, Ichikawa ganó el premio a la mejor actriz en la edición número 24 del Festival Internacional de Cine de Moscú. También ha recibido un premio a "mejor talento nuevo" en el Festival de Cine de Yokohama de 2003.
Es hermana menor de la también actriz Miwako Ichikawa.

## Filmografía

### Películas
- Timeless Melody (2000) - Chikako
- Blue (2001) - Kayako Kirishima
- A Woman's Work]] (2002) - Rina
- Lovers' Kiss (2003) - Miki Ozaki
- Pretty Woman (2003)
- Cutie Honey (2004) - Natsuko Aki
- Be with You (2004) - Midori Nagase
- Animusu anima (2005) - Mujer de la oficina
- Rampo Noir (2005) segmento "Kagami jigoku"
- Kiraware Matsuko no Isshô (2006) - Kumi Kawajiri
- Ten Dreamy Nights (2006) segment 'The 5th Night'
- Life Can Be So Wonderful (2007) - Kanoko
- Megane (2007)
- Kissho Tennyo (2007)
- Oto-na-ri (2009)
- Mother Water (2010) - Hatsumi
- Rentaneko (2012)  Sayoko
- Jinsei no Yakusoku (2016)
- Museum (2016)
- Shin Godzilla (2016)
- The Tokyo Night Sky Is Always the Densest Shade of Blue (2017)
- The Third Murder (2017) - Shinohara
- Narratage (2017)
- Destiny: The Tale of Kamakura (2017)
- Hitsuji no Ki (2018) - Yasu Sakurakōji
- Shin Kamen Rider (2018) - Shoko Midorikawa[3]

### Televisión
- Psycho Doctor (NTV, 2002)
- Suika (2003) - Shibamoto Yuka
- Hikari to Tomoni (NTV, 2004)
- Kuitan (NTV, 2006)
- Atsuhime (NHK TV, 2008)
- Samurai High School (2009) - Sayaka Miki
- Yae no Sakura (2013) - Yamakawa Futaba
- Kenji Miyazawa's Table (WOWOW, 2017) - Masajirō Miyazawa

## Premios y nominaciones
| Año  | Premio                                  | Categoría               | Película      | Resultado |
| ---- | --------------------------------------- | ----------------------- | ------------- | --------- |
| 2002 | Festival Internacional de Cine de Moscú | Mejor actriz            | Blue          | Ganadora  |
| 2003 | Festival de Cine de Yokohama            | Mejor talento nuevo     | Travail       | Ganadora  |
| 2017 | Premios de la Academia Japonesa         | Mejor actriz de reparto | Shin Godzilla | Nominada  |
| 2017 | 71st Mainichi Film Award                | Mejor actriz de reparto | Shin Godzilla | Ganadora  |